# Coen van Vrijberghe de Coning
Coen van Vrijberghe de Coning né Coenraad Lodewijk Dirk van Vrijberghe de Coningh le 12 novembre 1950 à Amsterdam et mort le 15 novembre 1997 à Almere, est un acteur, doubleur, producteur, auteur-compositeur et chanteur néerlandais.

## Filmographie

### Cinéma
- 1989 : Alaska (nl) : Mario
- 1989 : Wilde Harten (nl) : Visser
- 1989 : De Kassière : Ted
- 1990 : Het nadeel van de twijfel : Simon
- 1991 : De onfatsoenlijke vrouw (nl) : Charles
- 1993 : Ik verlaat je nooit : Plusieurs rôles
- 1995 : Flodder 3 (nl) : Johnnie Flodder
- 1996 : Marie Antoinette is niet dood (nl) : Le journaliste

### Téléfilms
- 1988 : Prettig geregeld
- 1988 : Switch (nl) : Martin de platenproducer
- 1990 : Familie Oudenrijn (nl): Hank
- 1991 : Staten Generaal: Le journaliste Jos
- 1992 : Watt?! : verschillende rollen
- 1992 : Meneer Rommel : spier
- 1992 : Recht voor z'n raab : Architecte Paul Esders
- 1993 : In voor- en tegenspoed (nl) : Makelaar
- 1993 : Pleidooi (nl) : Harry Govers
- 1993–1998 : Flodder (nl) : Johnnie Flodder
- 1994 : Kats & Co (nl) : Paul Kats
- 1995 : Bruin Goud (nl) : Haddert Halma
- 1996 : 12 steden, 13 ongelukken (nl) : Ruud Erkels
- 1997 : Knoop in je zakdoek (nl) : Rob
- 1997 : De Nieuwsgier (nl) : Plusieurs rôles
- 1997 : Zeeuws meisje (nl) : Hypnotiseur

### Doublage
- 1990 : Vakantiehuis in Zweden : Joop de Wolf
- 1991 : Bernard et Bianca au pays des kangourous de Hendel Butoy et Mike Gabriel: Jake
- 1995 : Flodder (nl) : Whisky
- 1996 : Toy Story de John Lasseter : Buzz l'Éclair
- 1996 : Dribbels betoverend Kerstfeest
- 1996 : Les 101 Dalmatiens de Stephen Herek : Jasper
- 1997 : Scrooge : Verteller
- 1997 : Anastasia de Don Bluth et Gary Goldman : Raspoetin

## Théâtre

### Pièces et comédies musicales
- 1972 : En nu naar bed
- 1973 : Wat Een Planeet
- 1975 : Blauwe maandag
- 1977 : Splinternieuw
- 1979 : Sinds 1900
- 1984 : Ruïne
- 1986 : Van Muizen en Mensen
- 1987 : De Bokser en de Dood
- 1987 : De vrouw met de vogelkop
- 1988 : The Shooting Party
- 1988 : Biljart
- 1988 : De wasserette
- 1988 : No Exit
- 1989 : Beste maatjes
- 1989 : Het Ratteplan
- 1989 : Het ware westen
- 1989 : Toekomstmuziek
- 1989 : Alles roest aan de kust
- 1989 : Saltimbank
- 1990 : Je kan wel gek worden
- 1990 : Master of Hounds Tour
- 1990 : Het koekoeksnest
- 1991 : Het bittere kruid
- 1993 : Scrooge
- 1993 : V.S.O.P.
- 1994 : Scrooge
- 1994 : Gegijzeld
- 1995 : Wild
- 1995 : David Copperfield
- 1995 : Anna Karenina
- 1996 : Greatest hits
- 1996 : Krapuul
- 1997 : Dinner for one
- 1997 : Scrooge
- 1997 : Eindeloos
- 1999 : Caulfield (Posthume)

## Discographie

### Compositeur et producteur
| Album                            | Artiste                     | Année |  |
| -------------------------------- | --------------------------- | ----- |  |
| Trappen op                       | Don Quishocking (nl)        | 1978  |  |
| Romantiek met mayonaise          | Youp van 't Hek             | 1978  |  |
| Zie de mannen vallen             | Orkater (nl)                | 1979  |  |
| Maskerade                        | Jos Brink (nl)              | 1979  |  |
| Conny Stuart Zingt Annie Schmidt | Conny Stuart                | 1980  |  |
| Het is altijd Kerstmis           | Jos Brink                   | 1980  |  |
| Dark Side Of The Line            | L Seven                     | 1981  |  |
| Heel bijzonder                   | Johnny Lion                 | 1981  |  |
| Drukwerk                         | Drukwerk (nl)               | 1981  |  |
| Tweede Druk                      | Drukwerk                    | 1982  |  |
| (N)iemand Wint                   | Drukwerk                    | 1983  |  |
| Komp Bij Utreg                   | Pleps (nl)                  | 1983  |  |
| Live In Het Concertgebouw        | Drukwerk                    | 1984  |  |
| Bal Masque                       | Flairck (nl)                | 1984  |  |
| De Gigo Humo Show                | Diverse Uitvoerenden        | 1984  |  |
| Ho stil, wacht stop!             | Drukwerk                    | 1984  |  |
| De Vete                          | Dynastie Van Oer            | 1984  |  |
| Wind En Zeilen / Vergeten        | Splitsing                   | 1985  |  |
| 'n Deel Van Jou                  | Drukwerk                    | 1985  |  |
| Petje Af Voor Sonneveld          | Drukwerk                    | 1986  |  |
| Jenny Arean                      | Jenny Arean                 | 1986  |  |
| Streetwhys                       | Palm 3                      | 1988  |  |
| Blokkendoos Boem                 | Jaap van de Merwe (nl)      | 1988  |  |
| The Shooting Party               | The Shooting Party          | 1991  |  |
| VSOP                             | The Shooting Party          | 1993  |  |
| Sweattracks                      | United Sweat                | 1995  |  |
| Wildlive                         | The Shooting Party          | 1996  |  |
| Adem uit                         | Maarten van Roozendaal (nl) | 1997  |  |

## Vie privée
Il fut l'époux de l'actrice Wivineke van Groningen.